# 安德烈·路易斯 (1994年)
安德烈·路易斯·席尔瓦·德阿吉亚尔（André Luis Silva de Aguiar，1994年3月9日—）是一名巴西职业足球运动员，司职前锋，2024年時效力于中国足球协会超级联赛俱乐部上海申花足球俱乐部。 

## 个人生活
2019年4月，路易斯患上了脑膜炎，一度昏迷了三天，随后又在重症监护室度过了两天。他也因此错过了2019-20赛季的剩余比赛。 

## 荣誉
中国足协超级杯冠军：2024、2025
葡萄牙足球甲级联赛冠军：2023
巴西圣卡塔林娜甲级联赛冠军：2018